# Mountainbike-Marathon-Weltmeisterschaften 2011
Die Mountainbike-Marathon-Weltmeisterschaften 2011 (2011 UCI Mountain Bike Marathon World Championships) fanden am 26. Juni in Montebelluna in Italien statt.

## Männer
| Platz | Land | Athlet              | Zeit         |
| ----- | ---- | ------------------- | ------------ |
| 1     | SUI  | Christoph Sauser    | 4:24:48 Std. |
| 2     | CZE  | Jaroslav Kulhavý    | + 3:10 min   |
| 3     | ITA  | Mirko Celestino     | + 5:42 min   |
| 4     | GER  | Tim Böhme           | + 7:05 min   |
| 5     | GER  | Jochen Käß          | + 10:31 min  |
| 6     | AUT  | Alban Lakata        | + 10:42 min  |
| 7     | ITA  | Massimo de Bertolis | + 11:14 min  |
| 8     | FIN  | Jukka Vastaranta    | + 12:18 min  |

Datum: 26. Juni 2011, 10:00

Länge: 115,7 km

Höhenmeter: 2.860 m
Insgesamt erreichten 77 Fahrer das Ziel.
Der amtierende Weltmeister war Alban Lakata aus Österreich.

## Frauen
| Platz | Land | Athletin               | Zeit         |
| ----- | ---- | ---------------------- | ------------ |
| 1     | DEN  | Annika Langvad         | 4:20:32 Std. |
| 2     | GER  | Sabine Spitz           | + 1:55 min   |
| 3     | SUI  | Esther Süss            | + 3:22 min   |
| 4     | FIN  | Pia Sundstedt          | + 5:31 min   |
| 5     | GER  | Elisabeth Brandau      | + 5:33 min   |
| 6     | GBR  | Sally Bigham           | + 8:52 min   |
| 7     | NOR  | Gunn-Rita Dahle Flesjå | + 11:14 min  |
| 8     | USA  | Monique Pua Mata       | + 11:50 min  |

Datum: 26. Juni 2011, 10:30

Länge: 98,3 km

Höhenmeter: 2.290 m
Insgesamt 30 Fahrerinnen erreichten das Ziel.
Die amtierende Weltmeisterin war Esther Süss aus der Schweiz.